# Singeyer Pass
Singeyer Pass är ett bergspass i Kanada.   Det ligger i territoriet Nunavut, i den östra delen av landet, 2 100 km norr om huvudstaden Ottawa. Singeyer Pass ligger 101 meter över havet.
Terrängen runt Singeyer Pass är kuperad norrut, men söderut är den platt. En vik av havet är nära Singeyer Pass åt sydväst. Trakten runt Singeyer Pass är nära nog obefolkad, med mindre än två invånare per kvadratkilometer.. Det finns inga samhällen i närheten. 
Trakten runt Singeyer Pass består i huvudsak av gräsmarker.